# Four
Pour les articles homonymes, voir Four (homonymie).

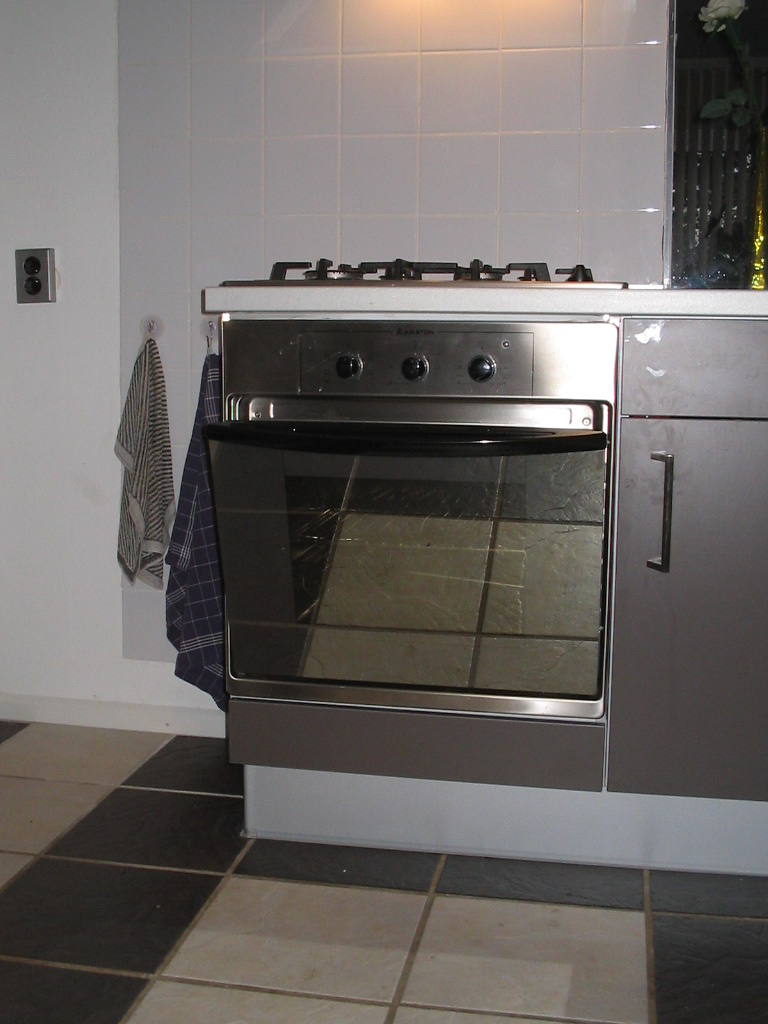
Cuisinière équipée d'un four électrique.

Un four est une enceinte maçonnée ou un appareil, muni d'un système de chauffage puissant, qui transforme, par la chaleur, les produits et les objets.
Les fours ont d'abord été chauffés au bois, puis au charbon, au gaz, au pétrole, à l'électricité, et plus récemment par micro-ondes ou à l'énergie solaire.
Le four a différents usages : cuisson des aliments directe ou indirecte, éclairage et chauffage, fonction sociale ainsi que la production et le traitement d'objets par la chaleur : poteries, céramiques, verres, métaux, etc.

## Histoire

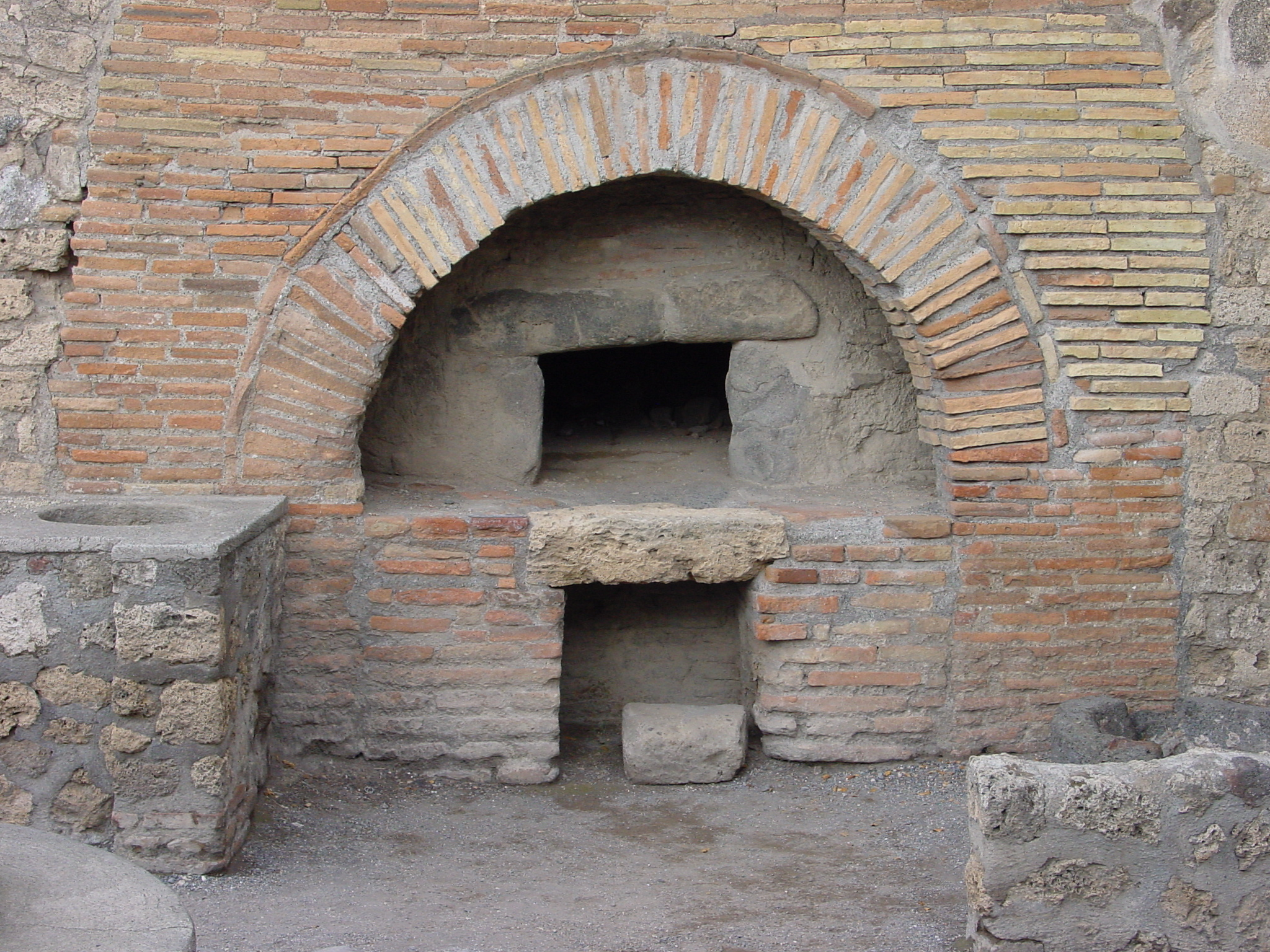
Four de boulanger à Pompéi.

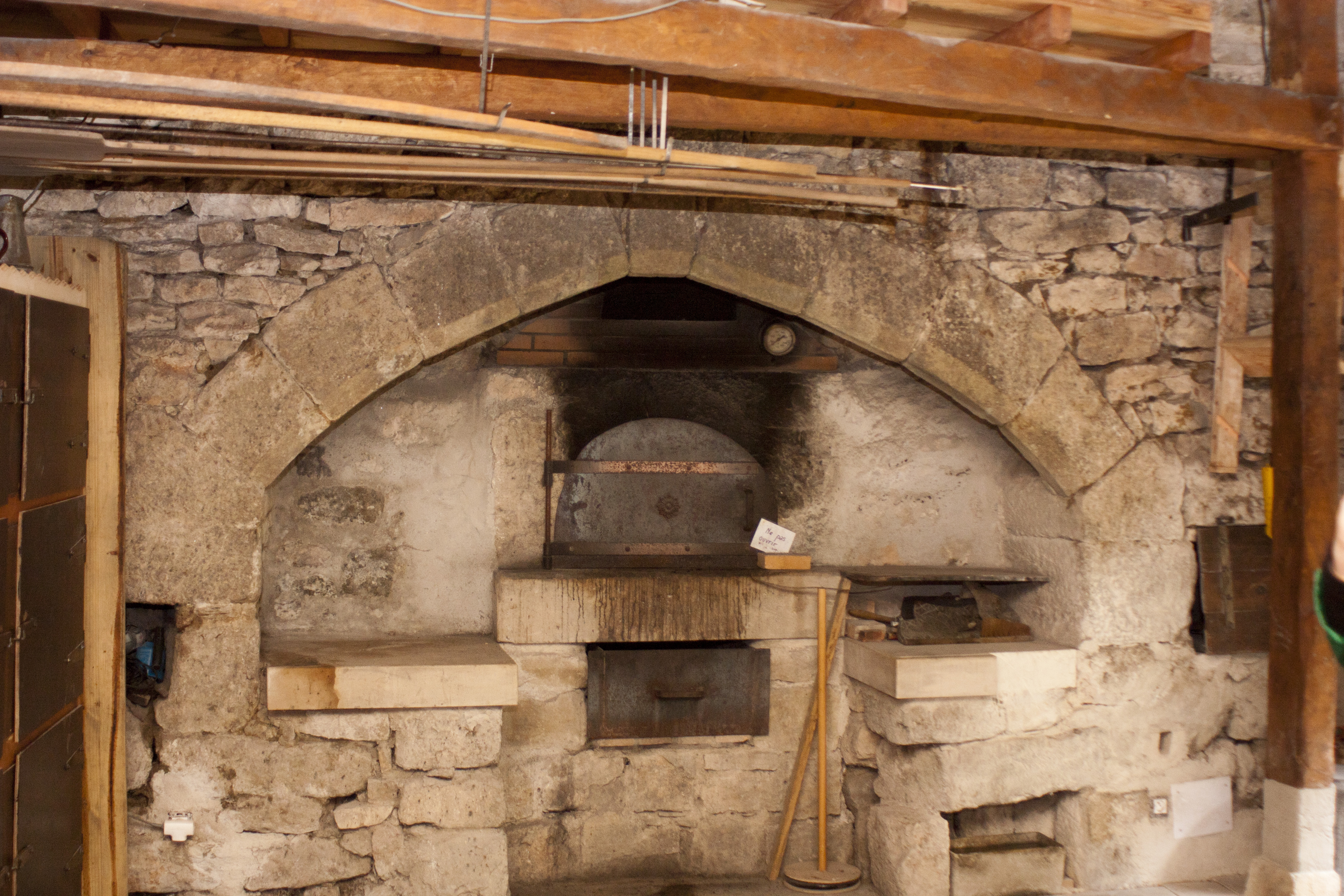
Four banal à La Couvertoirade.

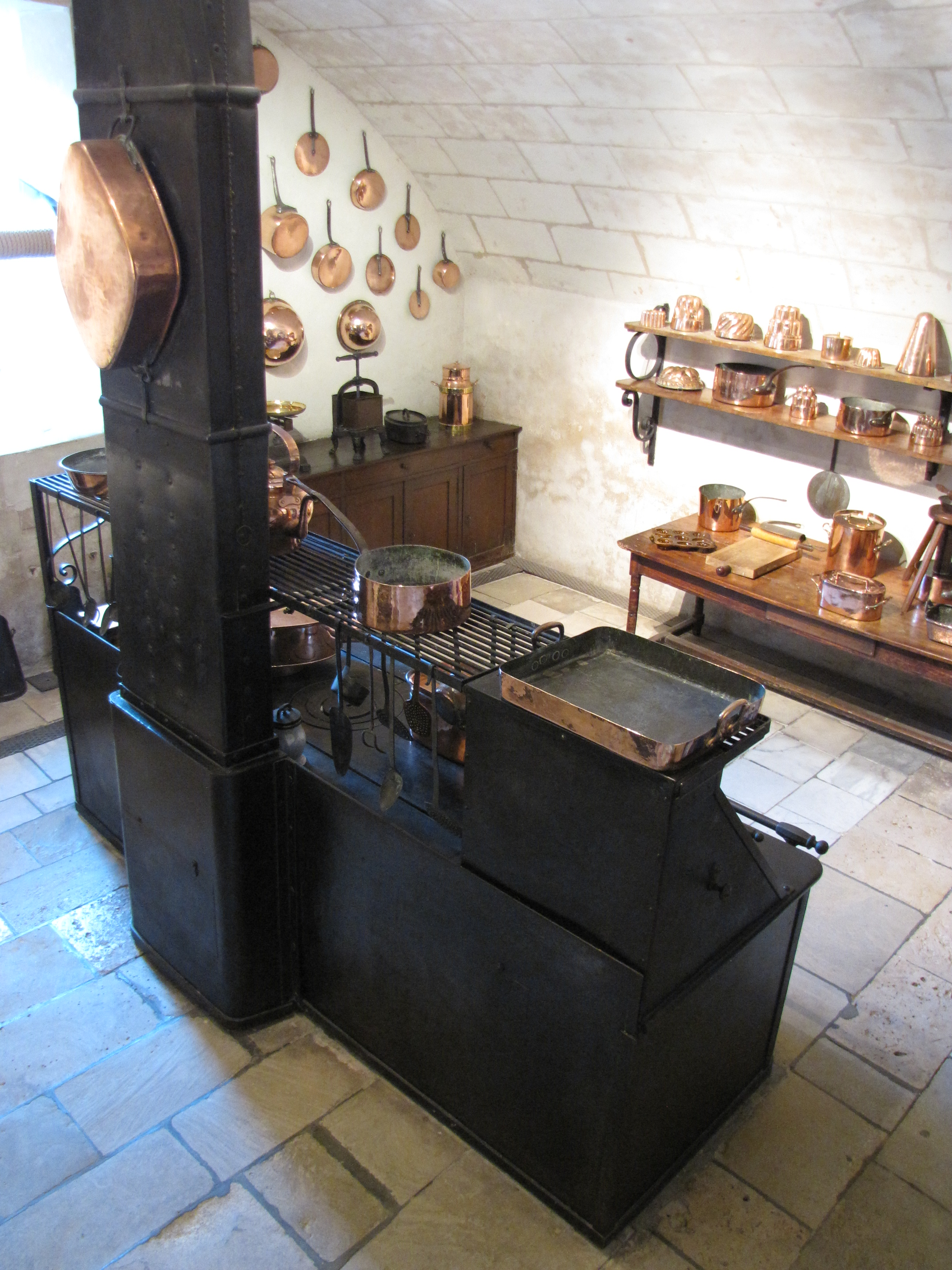
L'arrière du fourneau de la cuisine du château de Chenonceaux, avec son conduit fumée aboutissant à la cheminée dans la voûte de la cuisine.

Les premiers fours sont apparus en Mésopotamie il y a environ 5 000 ans. Initialement en terre, ils fonctionnaient au bois, seul combustible, aisément disponible, de l’époque.
Les Grecs firent évoluer le four égyptien en plaçant la porte à l’avant et en ajoutant une sole pour cuire les aliments.
Les Romains importèrent les techniques grecques en construisant les fours avec un nouveau matériau : la brique réfractaire. Le four à bois fut diffusé dans l’ensemble de la Rome Antique.
Au Moyen Âge, le four à bois devient une banalité dont le seigneur tire profit. Le four banal se généralise sur l’ensemble du territoire français.
Les familles disposaient rarement de four.
Ce type de four laissa place au four à bois qui apparut dans les années 1890. Son utilisation, réservée aux boulangers ou aux collectivités, a représenté une évolution majeure en remplaçant le four à chauffage direct qui remontait à l'époque romaine.
À la fin du XIXe siècle, l’apparition du four électrique et du four à gaz révolutionne la cuisson des aliments. À partir de 1940, les cuisinières à gaz et électriques comportant un four se généralisent dans les habitations.
Le four à micro-ondes se répand dans les années 1970. Ces innovations sont aujourd’hui présentes dans la plupart des cuisines.
Fours industriels
- Les premiers fours sont à bois et fabriquent le bronze et le fer dans la préhistoire.
- Les premiers fours de charbonniers à la préhistoire sont de simples entassements de bois recouverts de terre. Au  XIXe siècle apparaissent des fours en métal plus ou moins ouverts puis des fours fermés permettant la récupération des volatils.
- Les fours à céramique sont suivis par les four à chaux dans l'Antiquité.
- Les fours à pain vont donner la biscuiterie industrielle dès la période de Colbert et de sa marine en France, puis pour les biscuits de soldats. Les fours tunnel de boulangerie et biscuiterie (70 m de long) existent au 20e siècle.
- Les fours à porcelaine sont utilisés en Asie et Europe pour vaisselle et vases puis le reste du monde pour les pièces isolantes électriques.
- Le four à réverbère date du 17e siècle pour la sidérurgie et les métaux non ferreux.
- Les fours pour acier fabriqué depuis la fonte font partie de la 1re révolution industrielle, le four à arc électrique apparait au 19e siècle pour l'acier fin qui côtoie l'aluminium à la fin du siècle (ces métaux ont servi pour l'armurerie, la bijouterie…).
- Le four à calcination rejoint le four à chaux au 19e siècle pour fabriquer le ciment artificiel du béton.
- Le four tunnel de traitement de la peinture carrosserie automobile apparait avec le fordisme.
- Le four pour sécher du bois de construction et le mettre en forme apparaît au 20e siècle.
- Le four électrique à air brûlant est mis en place fin du 20e siècle.
- Le four à moufle, constitué de deux parois entre lesquelles sont placées les résistances qui sont ainsi protégées, sont utilisés notamment dans les laboratoires de recherche pour des traitements thermiques.

Fours de poterie domestique
Les fours de poterie sont hors du temps. Ils peuvent être des fours primitifs (fours enterrés aujourd'hui par exemple), des fours à bois, ou des fours électriques ou à gaz.

## Fonctionnement
Le principe de fonctionnement du four est simple : l'objet à traiter y est enfermé pour être soumis à une source de chaleur provenant de l’intérieur ou de l'extérieur du four. La chaleur à l'intérieur du four peut être répartie par circulation forcée d'air, par convection naturelle, par conduction thermique dont celle par plasma de l'air par arc électrique ou par rayonnement (infrarouge, micro-ondes), etc.).
La source d'énergie pour fournir la chaleur du four peut être :
- un combustible (bois, gaz naturel, les hommes préhistoriques ayant aussi utilisé d'autres matériaux tels que les os, la graisse animale, la moelle osseuse, la tourbe ou les excréments d’animaux)[2] ;
- l'électricité : 
  - par utilisation de l'effet Joule dans une résistance,
  - par génération de micro-ondes ;
- le rayonnement solaire (four solaire).

## Fours de cuisine

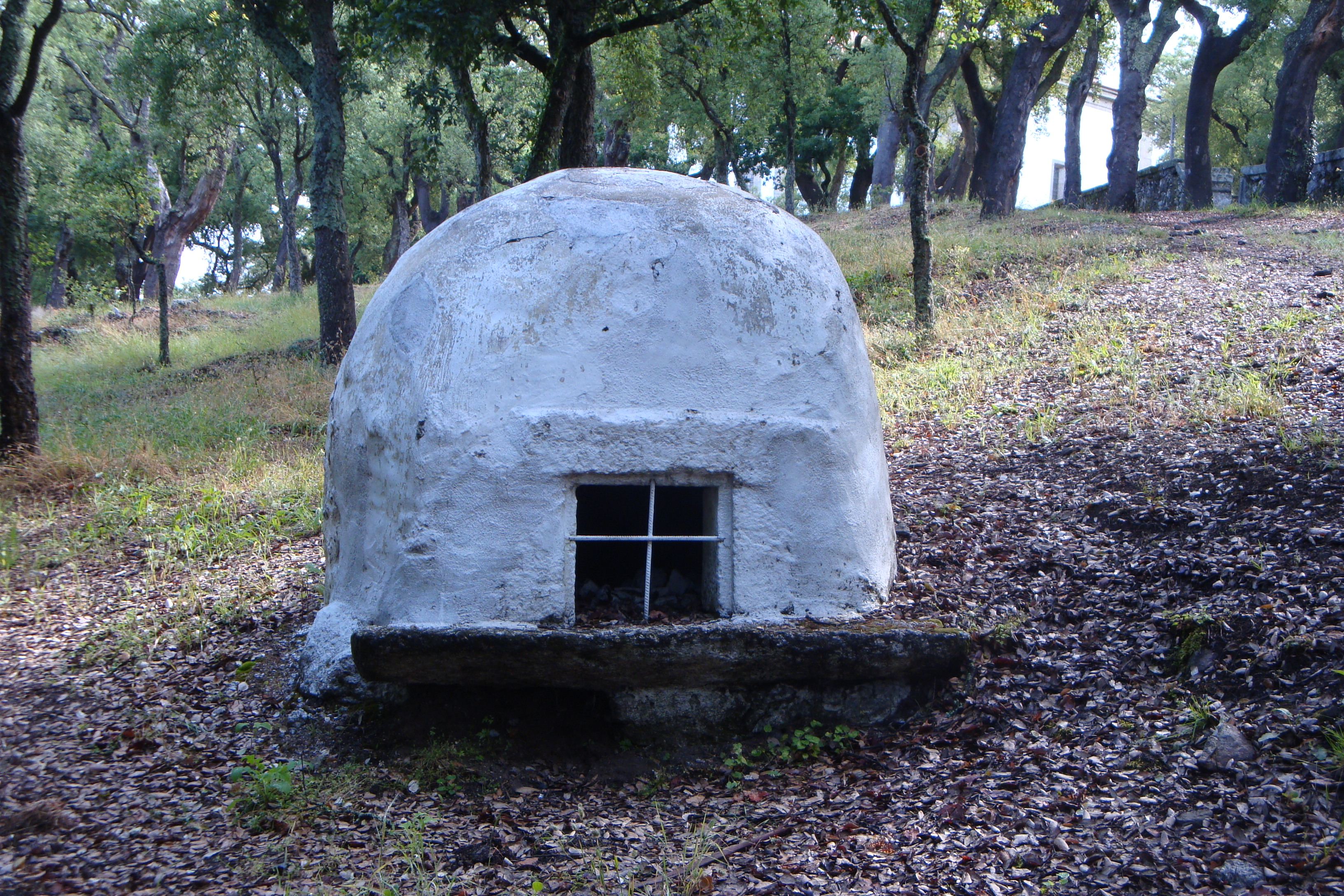
Le four utilisé par les pèlerins à la montagne de Falperra (Braga, Portugal).

Le four est devenu progressivement un équipement ménager de plus en plus répandu qui est utilisé à l'intérieur de la maison pour la cuisine familiale ou dans les restaurants. Les types de four les plus répandus sont ceux alimentés au bois, au gaz ou à l'électricité.
Traditionnellement, certains fours sont consacrés à un usage spécifique, comme la cuisson du pain ou de la pizza. Les fours les plus sophistiqués ont comme sole chauffante un radiateur à huile chauffée.

### Fours encastrables
Les fours encastrables sont une catégorie à part des fours de cuisines. Plutôt que d'être posés sur une surface, ceux-ci sont installés dans un encastrement directement dans un mur ou dans un meuble prévu à cet effet. Cela permet de gagner beaucoup de place dans les petites cuisines et offre aussi la possibilité d'éloigner les évacuations d'air chaud du four.
Le four à vapeur est maintenant utilisé comme un appareil de cuisson pour cuire des plats sains et diététiques. Fonctionnant par l'injection de vapeur d'eau à une température comprise  entre 40 et 100 °C, la cuisson préserve les arômes, les vitamines et même la couleur des légumes.

### Fours à micro-ondes
Le four à micro-ondes est un four fonctionnant grâce à l'agitation des molécules, d'eau ou de graisse, par les micro-ondes générées dans l'appareil. C'est un système de réchauffement particulier utilisé là où l’électricité est facilement disponible.

### Fours solaires
Apparue dans les années 1970, la cuisine solaire consiste à préparer des plats à l'aide d'un cuiseur ou d'un four solaire. Les petits fours solaires permettent des températures de cuisson de l'ordre de 150 °C, alors que le four d'Odeillo peut atteindre 3 500 °C.
Les paraboles solaires permettent de faire les mêmes plats qu'une cuisinière classique à gaz ou électrique partout où l'énergie solaire est suffisante.

## Images de four

Différents types de fours.
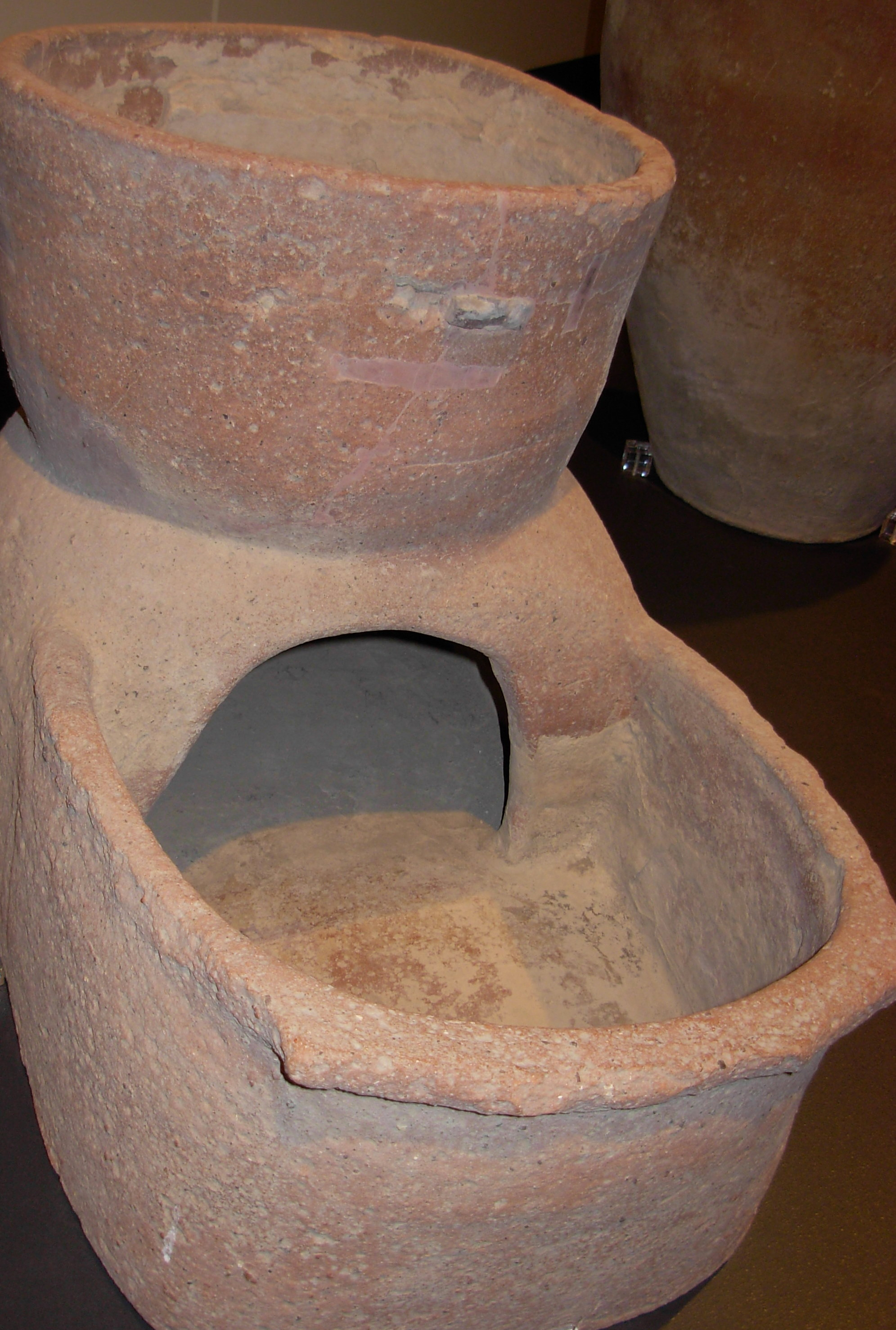
Four en terre à Pompéi.
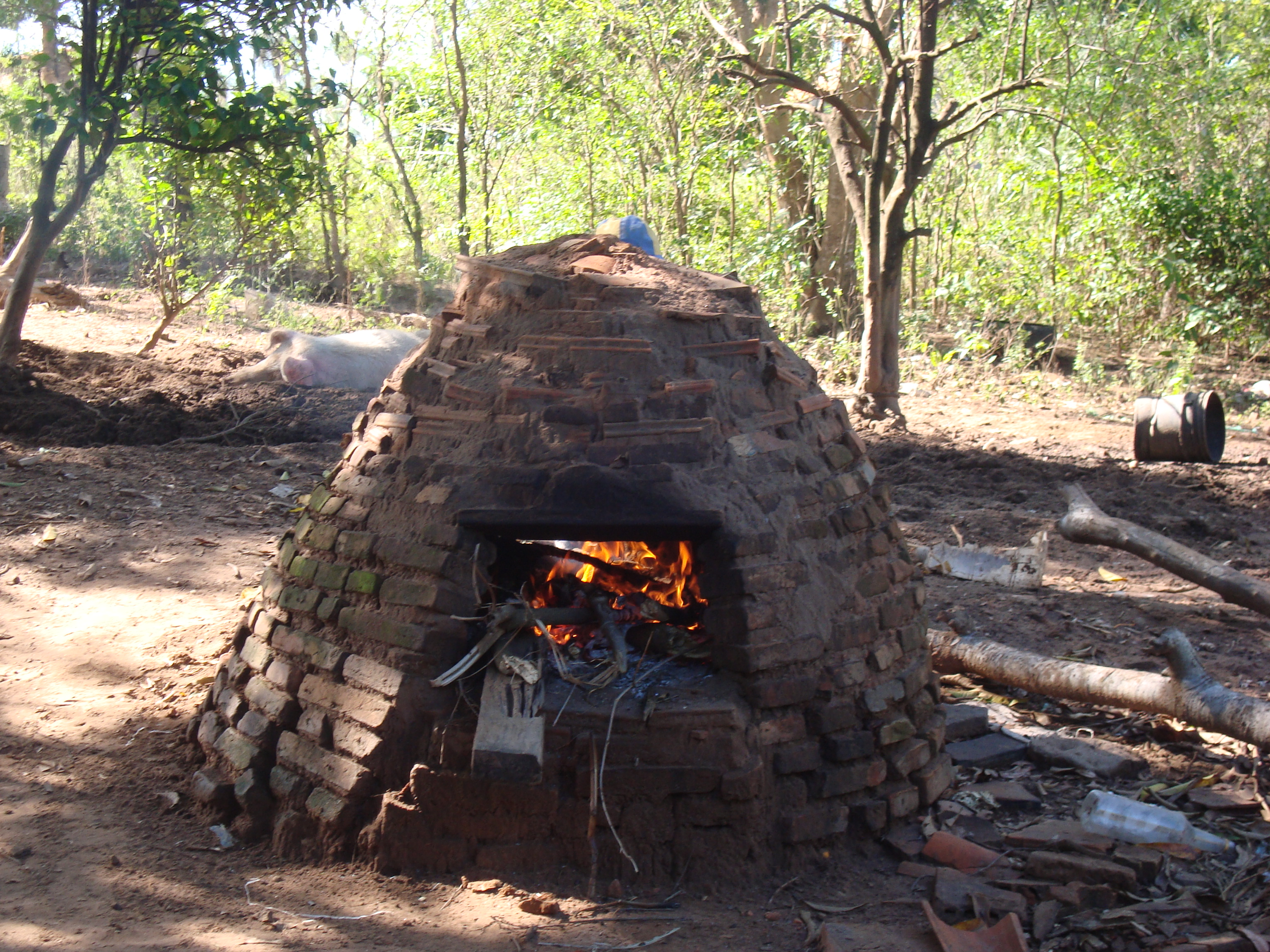
Four traditionnel à base de terre cuite.
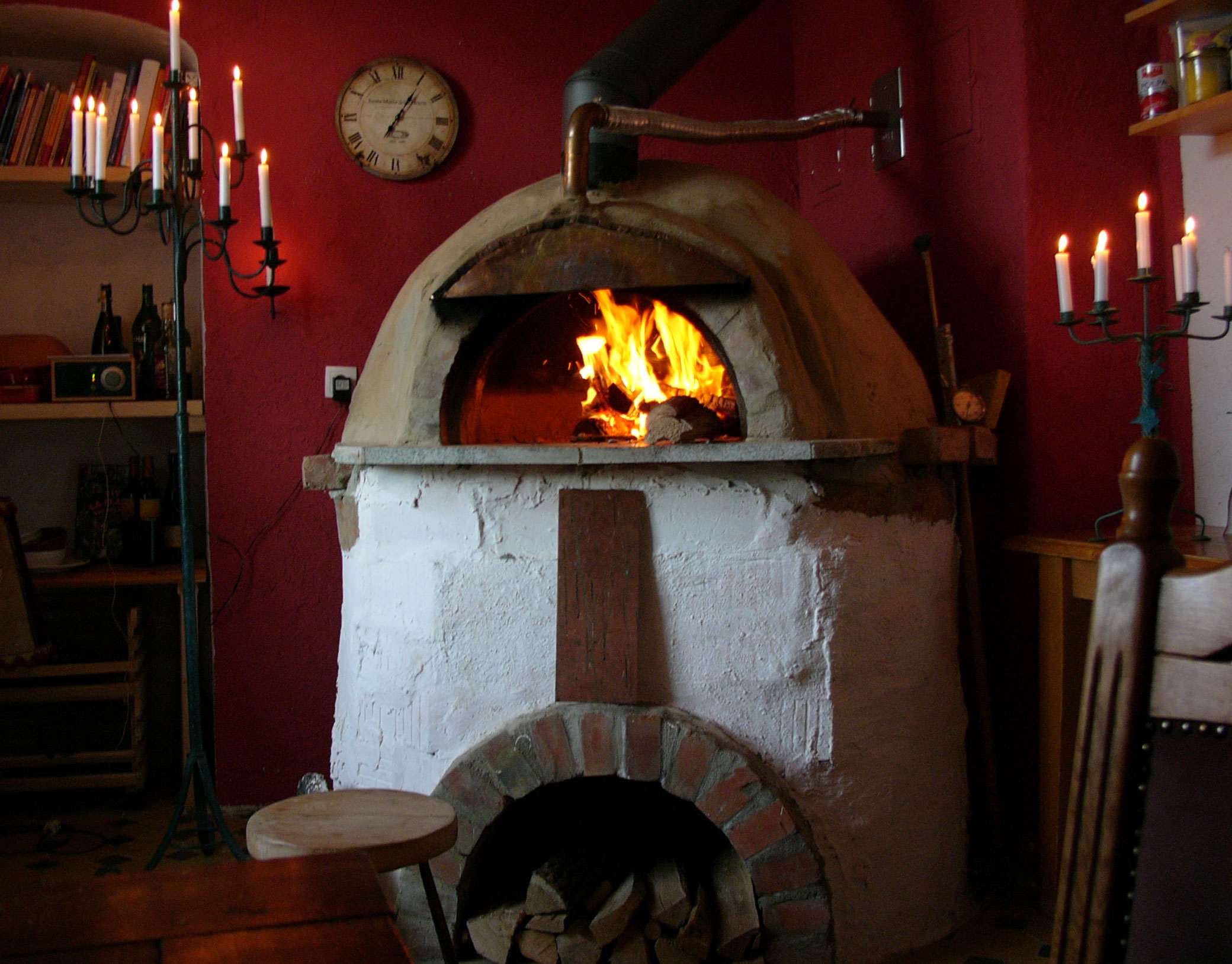
Four en terre.
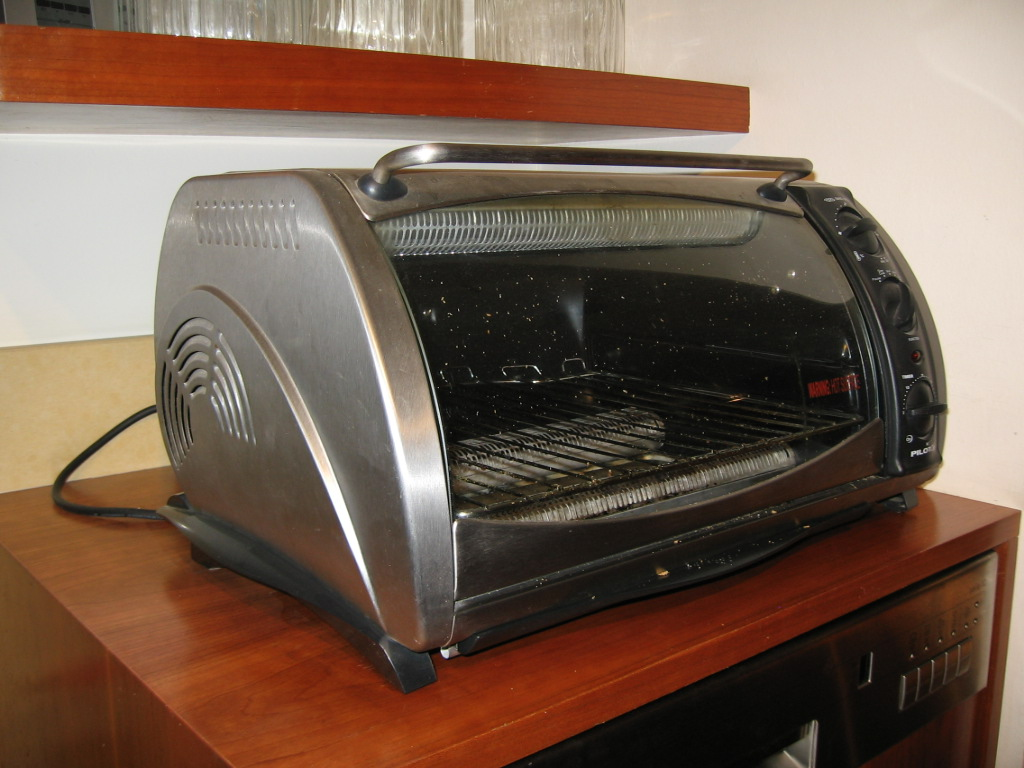
Four grille-pain.
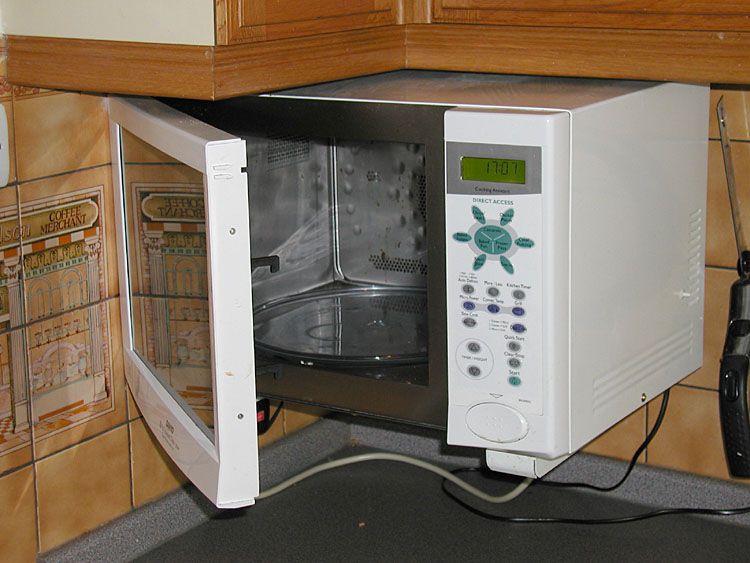
Four à micro-ondes.
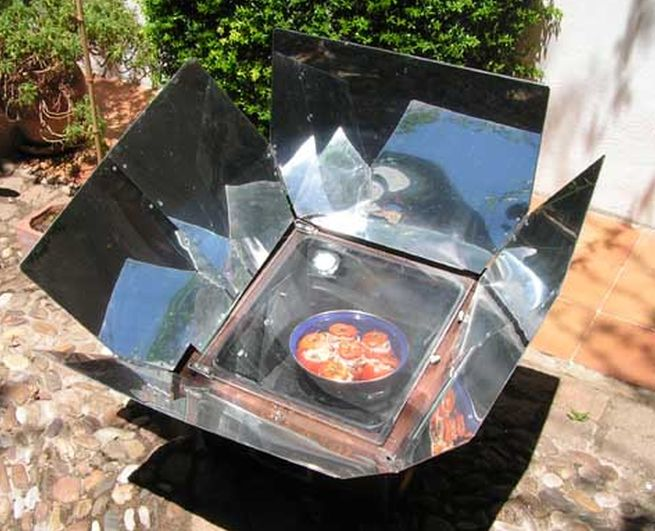
Four solaire.